# Kompani Linge

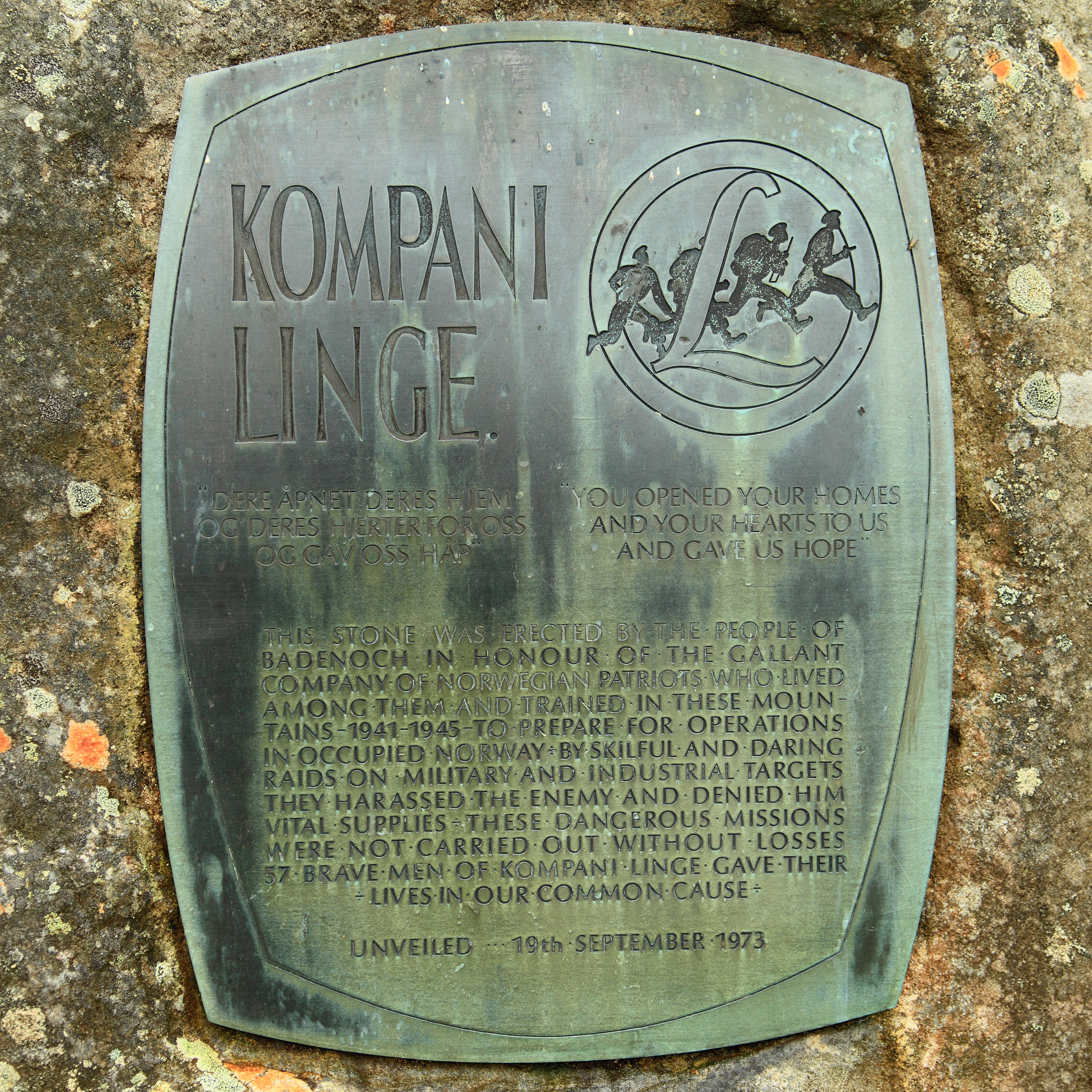
Monumento a Kompani Linge, parque forestal de Glenmore, Escocia

La Kompani Linge (Compañía de Linge) también conocida como la Compañía Independiente Noruega 1, fue un grupo de la Special Operations Executive (SOE) británica formado en marzo de 1941 originalmente con el propósito de realizar incursiones de comando durante la Ocupación de Noruega por la Alemania nazi. Organizada bajo el liderazgo del capitán Martín Linge, pronto se convirtió en un grupo de talentos para una variedad de operaciones especiales en Noruega.

## Historia
El nombre administrativo original en inglés (Compañía Independiente Noruega), no tuvo mucha resonancia en Noruega y pronto se los conoció más como Kompania Linge (Compañía de Linge). La muerte del capitán Martín Linge a principios de la guerra vino a realzar el título, que se formalizó como Lingekompaniet en su honor.
Los miembros de la unidad recibieron entrenamiento en varios lugares del Reino Unido, incluido en el establecimiento de la Dirección de Operaciones Especiales (SOE) en Cairngorms, Escocia.
Sus acciones iniciales en 1941 fueron en Lofoten durante la Operación Claymore y en Måløy con la Operación Archery en Vågsøy, donde el capitán Martín Linge fue asesinado. Sus incursiones más conocidas fueron probablemente el Sabotaje durante la Batalla del agua pesada noruega. Otras incursiones incluyeron el sabotaje de Thamshavnbanen. En el área de la capital, Oslo,se llevaron a cabo varias misiones de sabotaje. En cooperación con Milorg, la principal organización de resistencia noruega, las líneas de comunicación con Londres fueron mejorando gradualmente durante la guerra, de modo que en 1945, 64 operadores de radio estaban repartidos por toda Noruega.  
Según el libro Mitt liv (Mi vida) la autobiografía de Max Manus (1995. NW Damm), la Compañía Linge estuvo durante un tiempo entre las fuerzas militares más condecoradas del Reino Unido durante la Segunda Guerra Mundial. Los veteranos de la compañía también estuvieron entre los primeros en dar la bienvenida al rey Haakon VII de Noruega a casa. Un total de 530 noruegos sirvieron en la Compañía Linge, de los cuales 57 murieron.